# پل رنو
پل رِنو یک سیاستمدار و وکیل فرانسوی برجسته در دوران میان دو جنگ جهانی بود که برای مواضعش در زمینهٔ لیبرالیسم اقتصادی و مخالفت ستیزه‌جویانه با آلمان مشهور بود. او نخست‌وزیر ماقبل آخر جمهوری سوم و معاون رئیس حزب راست میانهٔ ائتلاف دموکرات جمهوری‌خواه بود. پس از آغاز جنگ جهانی دوم و فروپاشی مقاومت فرانسه در ۱۹۴۰ میلادی، رنو مصرانه با حمایت از متارکه با آلمان خودداری کرد و استعفا داد. پس از تلاش ناموفق برای ترک فرانسه، توسط افراد فیلیپ پتن دستگیر شد. در ۱۹۴۲ به آلمان تحویل داده شد و در آن کشور به زندان افتاد. سپس به اتریش منتقل شد و در سال ۱۹۴۵ آزاد شد. او در ۱۹۴۶ برای مجلس نمایندگان انتخاب شد و در چند پست در هیئت وزیران حضور داشت. رِنو متمایل به ایجاد ایالات متحدهٔ اروپا بود و در تهیهٔ پیش‌نویس قانون اساسی جمهوری پنجم شرکت کرد. البته پس از مخالفت با فیلیپ دوگل در زمینهٔ تغییرات سیستم انتخاباتی، در ۱۹۶۲ استعفا کرد.

## اوایل زندگی
رِنو در بارسلونت به دنیا آمد. پدرش در صنعت پارچه فعالیت می‌کرد و پل توانست با کمک ثروت پدر در دانشگاه پاریس در رشتهٔ حقوق تحصیل کند. سپس وارد سیاست شد و از ۱۹۱۹ تا ۱۹۲۴ نمایندهٔ باسه-آلپ در مجلس نمایندگان بود. هم‌چنین از ۱۹۲۸ دوباره به عنوان نمایندهٔ ناحیهٔ پاریس وارد مجلس شد. او ابتدا عضو یک حزب محافظه‌کار بود، ولی مدت کوتاهی پس از ورود به مجلس، به سوی حزب ائتلاف دموکرات جمهوری‌خواه (که یک حزب راست میانه بود) گرایش پیدا کرد و بعداً معاون آن شد.
در دههٔ ۱۹۲۰ که بسیاری در دولت فرانسه از تشدید موارد غرامت آلمان حمایت می‌کردند، رنو به سستی در این زمینه شهرت یافته بود. در دههٔ ۱۹۳۰ در دوران رکود بزرگ و به‌ویژه پس از سال ۱۹۳۳ که بسیاری از کشورها با مشکلات اقتصادی روبرو بودند، مواضع رنو در برابر آلمان سخت‌گیرانه‌تر شد. رنو از اتحاد با بریتانیا حمایت می‌کرد و برخلاف بسیاری از راستگرایان فرانسه، حامی روابط بهتر با شوروی برای مقابله با آلمان بود.
رِنو در اوایل دههٔ ۱۹۳۰ عضو کابینه بود، ولی پس از ۱۹۳۲ با اعضای حزب خود در زمینهٔ سیاست خارجی و دفاعی فرانسه دچار اختلاف شد. رنو معمولاً در درخواست‌هایش برای تجدید قوا و مقاومت در برابر تبلیغات آلمان تنها بود. او حامی نظریه‌های شارل دو گل در مورد جنگ مکانیزه بود. این نظریه‌ها در تضاد با دکترین‌های دفاع ایستایی بودند که در آن زمان میان بسیاری از هموطنان او رواج داشتند و نماد آن‌ها خط دفاعی ماژینو بود. هم‌چنین در زمینهٔ سیاست اقتصادی با حزب خود اختلاف داشت و حامی کاهش ارزش فرانک برای حل مشکلات اقتصادی فرانسه بود.

## بازگشت به دولت
رنو در ۱۹۳۸ به کابینه بازگشت و به عنوان وزیر دارایی در دولت ادوار دالادیه مشغول به کار شد. بحران سودتن دوباره اختلاف میان رنو و سایر اعضای ائتلاف دموکراتیک را نشان داد. رنو به شدت مخالف رها کردن چکسلواکی در دستان آلمان بود، در حالی که فلاندین (رهبر حزب) عقیده داشت موافقت با توسعهٔ آلمان به سوی شرق به ناچار باعث درگیری با شوروی و منجر به تضعیف هر دو می‌شود. فلاندین به دولت فشار می‌آورد که با خواسته‌های هیتلر موافقت کند. رنو حزب را ترک کرد تا فعالیت خود را به صورت مستقل ادامه دهد. البته رنو هم‌چنان از حمایت دالادیه برخوردار بود.
رنو سیاست‌های اقتصاد لیبرالی رادیکال برای خروج اقتصاد فرانسه از رکود را تأیید می‌کرد. تمرکز این سیاست‌ها بر برنامهٔ گستردهٔ مقررات‌زدایی و از جمله حذف قانون چهل ساعت کار در هفته بود. مقررات‌زدایی در میان بازرگانان فرانسوی بسیار محبوب بود و رنو اعتقاد داشت بهترین راه برای جلب دوبارهٔ اعتماد سرمایه‌گذاران و خروج از رکود است. سقوط دولت لئون بلوم در ۱۹۳۸، نتیجهٔ تلاش بلوم برای توسعهٔ تنظیم بازار توسط دولت فرانسه بود. در نتیجه حمایت‌های قابل توجهی از رویکردهای جایگزین مانند رویکرد رنو در دولت صورت گرفت.
پل مارشاندیو که نخستین انتخاب دالادیه برای وزارت دارایی بود، برنامهٔ محدودی را برای اصلاحات اقتصادی پیشنهاد کرد که مورد رضایت دالادیه نبود؛ بنابراین رنو با اصلاحات آزادسازی رادیکال خود انتخاب شد. اصلاحات رنو با موفقیت اجرا شد و دولت اعتصاب یک‌روزهٔ مخالفان را فرونشاند.
اصلاحات رنو با موفقیت قابل ملاحظه‌ای همراه بود. برنامهٔ ریاضت اقتصادی گسترده‌ای اجرا شد (هرچند که هزینه‌های تسلیحاتی کاهش نیافت) و خزانهٔ فرانسه از ۳۷ میلیارد فرانک در سپتامبر ۱۹۳۸ به ۴۸ میلیارد در آغاز جنگ جهانی دوم (سپتامبر ۱۹۳۹) افزایش یافت. مهم‌تر آن‌که تولیدات صنعتی فرانسه از اکتبر ۱۹۳۸ تا مهٔ ۱۹۳۹ از ۷۶ به ۱۰۰ واحد (پایه=۱۹۲۹) افزایش یافت.
در پایان ۱۹۳۹ و اوایل ۱۹۴۰ راست‌گرایان فرانسه در مورد جنگ مردد بودند و احساس می‌کردند که تهدید بزرگتر، از ناحیهٔ شوروی است. جنگ زمستان تسکینی قوی برای این مشکلات بود. دالادیه از ارسال کمک برای فنلاندی‌ها در حالی که جنگ با آلمان ادامه داشت، خودداری کرد. اخبار تسلیحات فنلاند و شوروی در مارس ۱۹۴۰ فلاندین و پیر لاوال را بر آن داشت تا جلسات مخفی مجلس را برای محکوم کردن فعالیت‌های دالادیه برگزار کنند. دولت در ۱۹ مارس سقوط کرد و دو روز بعد، رنو به عنوان نخست‌وزیر فرانسه معرفی شد.

## نخست‌وزیری، استعفا و دستگیری
با این که رنو از محبوبیت روزافزونی برخوردار بود، مجلس نمایندگان تنها با اختلاف یک رأی به او رأی اعتماد داد. بیشتر اعضای حزب او رأی ممتنع دادند، بیش از نیمی از آرای موافق رنو توسط اعضای شاخهٔ فرانسوی حزب بین‌المللی کارگران داده شد و بیشتر احزاب راستگرا با نخست‌وزیری رنو مخالفت کردند. با حمایت قابل توجه چپگرایان دولت رنو ناپایدار بود. بسیاری از راستگرایان از رنو می‌خواستند که به جای آلمان به شوروی حمله کند. هم‌چنین مجلس دالادیه را وادار کرد که وزارت دفاع ملی و جنگ را بپذیرد. یکی از نخستین فعالیت‌های رینو، امضای اعلامیه‌ای به اتفاق نویل چمبرلین نخست‌وزیر بریتانیا با مضمون عدم امضای پیمان صلح جداگانهٔ دو کشور بود.
رنو هرگونه پیشنهاد برای جنگ فرسایشی را رد کرد. هم‌چنین با هدف دور کردن توجه آلمان از فرانسه، سرگرم پیشنهادهایی برای توسعهٔ جنگ به بالکان یا شمال اروپا بود. نبرد نروژ با تلاش رنو شکل گرفت، ولی موفقیتی به همراه نداشت. تصمیم بریتانیا به عقب‌نشینی در ۲۶ آوریل، رنو را وادار کرد به لندن برود تا شخصاً برای ماندن و جنگیدن بریتانیایی‌ها در نروژ مذاکره کند.
نبرد فرانسه کمتر از دو ماه پس از بر مسند نشستن رنو آغاز شد. با حملهٔ نخست در اوایل مهٔ ۱۹۴۰ فرانسه به شدت درهم‌شکست و پاریس مورد تهدید قرار گرفت. در ۱۵ مه، رنو با چرچیل تماس گرفت و گفت: «ما شکست خوردیم… نبرد را از دست دادیم… خط مقدم در نزدیکی سدان شکسته شد.»
شارل دو گل که رنو از حامیان قدیمی او بود و یکی از معدود فرماندهان فرانسوی بود که در جنگ با آلمان در سال ۱۹۴۰ پیروزی‌هایی را کسب کرده‌بود، به درجهٔ سرتیپی ارتقا یافت و معاون وزیر جنگ شد. در ۱۸ مه رنو سردار موریس گاملین را برکنار کرد و ماکسیم ویگان را جانشین او کرد.
وضعیت فرانسه روز به روز بدتر می‌شد. در ۱۴ ژوئن پاریس سقوط کرد و دولت به بوردو منتقل شد. رنو مارشال فیلیپ پتن را که یکی از کهنه‌سربازان جنگ جهانی اول بود، به عنوان وزیر خارجه پذیرفت. فشار فزاینده‌ای به رنو وارد شد تا راهی برای ترک مخاصمه با آلمان بیابد. پس از این که رنو از واکنش خصومت‌آمیز کابینه نسبت به پیشنهادش و ترجیح کابینه برای ترک مخاصمه دلسرد شد و به این باور رسید که وزیرانش دیگر از او حمایت نمی‌کنند، در عصر ۱۶ ژوئن استعفا کرد. پتن رهبر دولت جدید شد و ترک مخاصمه را در ۲۲ ژوئن امضا کرد.
رنو و معشوقه‌اش الن دو پورته هتل اسپلوندی بوردو را ترک کردند و به سوی جنوب شرقی، حرکت کردند تا پیش از مهاجرت به شمال آفریقا در ارو که استراحتگاه رنو بود، توقف کنند. در ۲۸ ژوئن خودروی آن‌ها در فاصلهٔ میان فرونتینیان و ست ناگهان از مسیر خارج شد و به چناری برخورد کرد. دو پورته کشته شد، ولی به رنو آسیب چندانی نرسید. رنو پس از بستری شدن در مون‌پلیه، در زمان ترخیص به فرمان پتن دستگیر و در قلعهٔ پورتاله زندانی شد. پتن با محاکمهٔ رنو در دادگاه ریوم در سال ۱۹۴۲ مخالفت کرد، ولی او را به آلمانی‌ها تحویل داد. او ابتدا به اردوگاه زاخسنهاوزن و سپس به قلعهٔ ایتر در اتریش در کنار بسیاری از زندانیان رده بالای فرانسوی منتقل شد و تا زمان آزادی توسط نیروهای متفقین در ۷ مهٔ ۱۹۴۵ در آنجا ماند.

## زندگی پس از جنگ
پس از جنگ، رنو در سال ۱۹۴۶ به نمایندگی مجلس نمایندگان انتخاب شد. او چند منصب دولتی را در دورهٔ پس از جنگ به عهده داشت و یکی از چهره‌های برجسته در سیاست فرانسه باقی ماند. تلاش‌های او برای تشکیل دولت در آشفتگی سیاسی جمهوری چهارم در سال‌های ۱۹۵۲ و ۱۹۵۳ به شکست انجامید.
رنو مانند برخی از معاصران برجستهٔ خود، حامی ایدهٔ ایالات متحدهٔ اروپا بود. او ریاست کمیتهٔ مشورتی تدوین پیش‌نویس قانون اساسی جمهوری پنجم فرانسه را به عهده داشت. او در سال ۱۹۶۲ تلاش دو گل برای حذف سیستم کالج الکتورال و جایگزینی رأی مستقیم را محکوم کرد. رنو در همان سال بازنشسته شد و در ۲۱ سپتامبر ۱۹۶۶ در نوی-سور-سن درگذشت.

## زندگی شخصی
رنو از نخستین ازدواجش در ۱۹۱۲ که یک سال دوام یافت، یک دختر با نام کولت داشت. هم‌چنین در ۱۹۴۹ با کریستیان مابیر ازدواج کرد که نتیجهٔ آن دو پسر و یک دختر بود.